# الکستون
الکستون (به انگلیسی: Elkstone) یک روستا و محله مدنی در بریتانیا است که در Cotswold واقع شده است. الکستون ۲۴۸ نفر جمعیت دارد.